# Schlacht bei Cartagena (460)

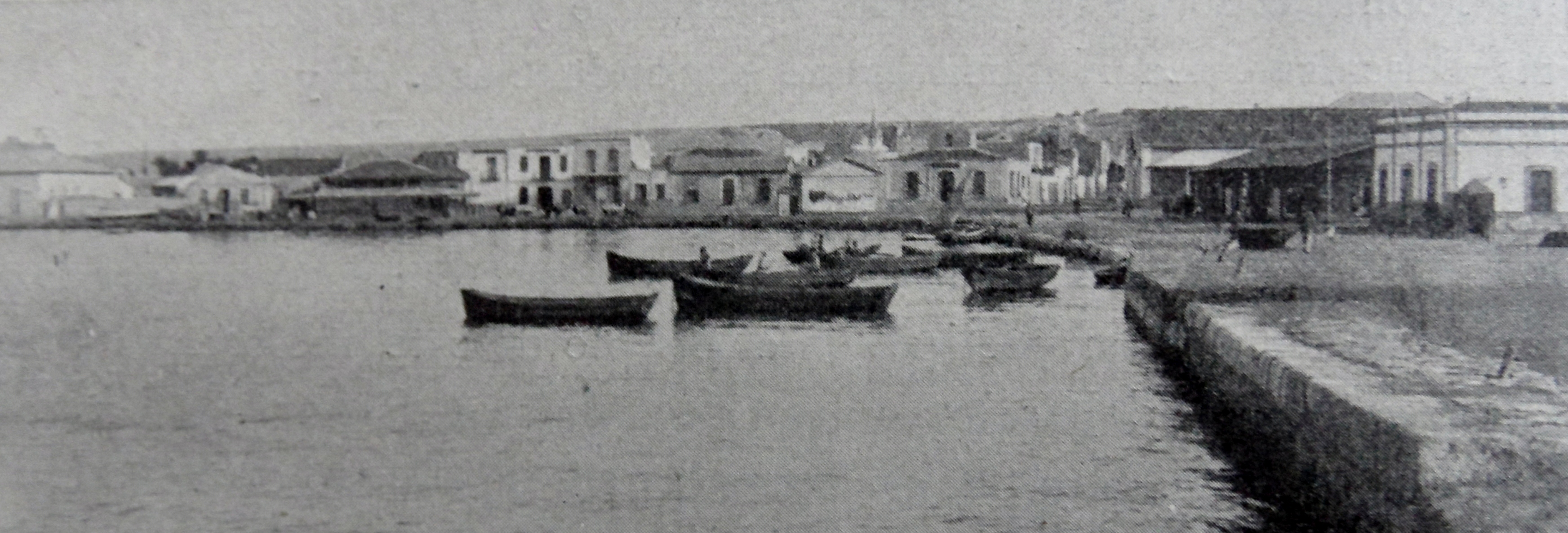
Historische Hafenansicht von Santa Pola

Als Schlacht bei Cartagena wird der Angriff einer Flotte der Vandalen auf die vor der Küste der Provinz Carthaginiensis ankernde römische Flotte im Mai 460 bezeichnet, obwohl die Angaben zum Ort und Zeitpunkt der Schlacht uneindeutig sind. Eindeutig ist aber das Ergebnis der Schlacht, die mit der Vernichtung der römischen Flotte endete.

„Mense Maio Majorianus Hispanias ingreditur imperator: quo Carthaginiensem provinciam pertendente, aliquantas naves quas sibi ad transitum adversum Wandalos praeparabat, de littore Carthaginiensi commoniti Wandali per proditores abripiunt. Majorianus ita sua ordinatione frustratus ad Italiam revertitur.“

## Schlacht bei Elche
Nach der Plünderung Roms durch die Vandalen im Jahr 455 und weiteren Verlusten war Majorian 457 weströmischer Kaiser geworden, wenngleich der eigentlich starke Mann im Westen der Heermeister Ricimer war. Mit Söldnern und Hilfstruppen unterworfener und verbündeter Völker (Föderaten) hatte Majorian im Kampf gegen Burgunder, Westgoten und Sueben den Großteil Galliens und Hispaniens vorübergehend zurückgewinnen können. Nächstes Ziel sollte die Rückeroberung der von den Vandalen besetzten Gebiete in Afrika sein.
Zu diesem Zweck versammelte Majorian eine Invasionsflotte von etwa 300 Kriegsschiffen im Hafen von Portus Ilicitanus (dem heutigen Santa Pola), während er selbst mit neu ausgehobenen Truppen (zum Großteil Goten) aus Gallien heranrückte. Portus Ilicitanus war der Hafen für die weiter im Hinterland liegende Stadt Ilici bzw. Elece (Elche), die Schlacht wird daher manchmal auch als Schlacht bei Elche bezeichnet. Einigen Angaben zufolge soll nur ein (großer) Teil der Flotte dort gelegen haben. Anderen Angaben zufolge ankerte Majorians Flotte (oder auch nur ein Teil davon) in Carthago Nova (Cartagena) oder Lucentum (Alicante) bzw. zwischen Cartagena und Valentia (Valencia) in der Bucht von Alicante. Möglicherweise waren die 300 Schiffe auf mehrere Häfen der Provinz Carthaginiensis verteilt. Die vor allem aus Misenum, aber auch aus anderen italienischen und hispanischen Häfen kommenden Schiffe waren zumeist neu oder zumindest in gutem Zustand, die Besatzungen aber waren ebenfalls erst kurz vorher angeworben worden und damit noch weitgehend unerfahren.
Der Vandalen-König Geiserich, der von Majorians Kriegsvorbereitungen erfahren hatte, bot Friedensverhandlungen an, was Majorian aber ablehnte. Um der drohenden Invasion zuvorzukommen, überfiel im Mai 460 eine Flotte kampferprobter Vandalen die ungeschützt im Hafen liegende römische Flotte – abweichenden Angaben zufolge soll dies erst im Mai 461 geschehen sein. Die Flotte der Vandalen bestand vor allem aus (älteren) römischen Schiffen, die sie bei der Plünderung römischer Hafenstädte in den vorangegangenen Jahrzehnten erbeutet hatten. Darunter befanden sich auch ehemalige Handelsschiffe, die zu Kriegsschiffen umgebaut worden waren. Ihre Schiffe waren nicht nur mit Vandalen, sondern auch mit verbündeten und unterworfenen Berbern, Maure(tanier)n und Numidiern bemannt. Die von Geiserich selbst befehligten Vandalen kaperten die römischen Schiffe, setzten sie in Brand und versenkten sie. Die meisten römischen Schiffe (nach anderen Angaben alle römischen Schiffe) wurden zerstört. Einige wenige Schiffe (wurden offenbar nur leicht beschädigt und) sollen nach Arelate (Arles) entkommen sein, wohin auch Majorian sich zurückzog. Einige weitere Schiffe sollen die Flotte bereits am Vorabend der Schlacht verlassen haben.
Bei der Vernichtung der römischen Flotte soll Verrat bzw. Bestechung eine Rolle gespielt haben. Ob die Verräter Römer oder Goten waren, ob sie die Vandalen nur gewarnt oder ihnen auch den Aufenthaltsort der Flotte verraten hatten bzw. ob sie am eigentlichen Kampf nicht nur nicht teilgenommen hatten oder ob sie sogar die Seiten wechselten und selbst römische Schiffe in Brand setzten, ist unterschiedlich überliefert worden. Möglicherweise steckte sogar Ricimer dahinter.

## Nachwirkungen
Die Vernichtung der Invasionsflotte machte nicht nur die geplante Landung in Nordafrika und die dann notwendige Versorgung gelandeter Invasionstruppen unmöglich, sie demoralisierte auch Majorians Heer nachhaltig. Ohne Flotte war Rom auch nicht mehr in der Lage, die italienischen, gallischen und hispanischen Küsten vor weiteren Überfällen der Vandalen zu schützen. Majorian versuchte daher mit Geiserich über einen Waffenstillstand zu verhandeln, was ihn politischen Rückhalt kostete. Auf dem Rückweg von Arles nach Rom wurde der Kaiser im August 461 auf Befehl Ricimers hingerichtet. Damit endete auch der letzte Versuch Westroms, die an die germanischen Barbaren verlorenen Gebiete aus eigener Kraft zurückzuerobern. Erst 468 konnte sich das Weströmische Reich noch einmal zu einem neuen (letzten) Vandalenfeldzug aufraffen, diesmal jedoch nur noch mit massiver oströmischer Hilfe. Nach dem Scheitern dieses Feldzugs fielen auch die Westgoten endgültig von Rom ab und ganz Hispanien ging an die Westgoten und Sueben verloren.